# Dhou al-hijja
Dhou al-hijja (en arabe : ذُو ٱلْحِجَّة, ḏū-l-ḥijja), « celui du pèlerinage ») est le douzième et dernier mois du calendrier musulman. Il est marqué par le hajj (arabe : حَجّ, « pèlerinage »), qui a lieu pendant les dix premiers jours de ce mois.
- Le neuvième jour est le jour d'Arafat, traditionnellement jeûné car il coïncide avec l'ascension de Arafat pendant le hajj.
- Le dixième jour marque l'Aïd al-Adha, en ce jour sacré, les musulmans sacrifient un mouton commémorant l'acte du prophète Ibrahim qui a reçu l'ordre divin de sacrifier son fils aîné Ismaël. C'est alors qu'un mouton a été substitué à son fils par la grâce divine.

C'est l'un des quatre mois sacrés de l'islam avec mouharram, rajab et dhou al qi`da.